# Neckenmarkt
Neckenmarkt (węg. Sopronnyék, burg.-chorw. Lekindrof) – gmina targowa w Austrii, w kraju związkowym Burgenland, w powiecie Oberpullendorf. 1 stycznia 2014 liczyła 1,67 tys. mieszkańców.